# Heinkel HD 25
Heinkel HD 25 là một loại thủy phi cơ trinh sát, được phát triển ở Đức trong thập niên 1920, và được chế tạo cả ở Nhật Bản.

## Biến thể
Heinkel HD 25
Thủy phi cơ Trinh sát cỡ lớn Heinkel
Thủy phi cơ trang bị trên tàu chiến Kiểu Heinkel
Thủy phi cơ trinh sát hai chỗ Aichi Kiểu 2
Máy bay vận tải Aichi Kiểu 2
Aichi AB-1

## Tính năng kỹ chiến thuật (máy bay do Aichi chế tạo)
Đặc điểm tổng quát
- Kíp lái: 2
- Chiều dài: 9.70 m (31 ft 10 in)
- Sải cánh: 14.88 m (48 ft 10 in)
- Chiều cao: 4.27 m (14 ft 0 in)
- Trọng lượng rỗng: 1.700 kg (3.750 lb)
- Trọng lượng có tải: 2.570 kg (5.650 lb)
- Powerplant: 1 × Napier Lion, 334 kW (450 hp)

Hiệu suất bay
- Vận tốc cực đại: 203 km/h (127 mph)
- Tầm bay: 910 km (570 dặm)
- Vận tốc lên cao: 3,3 m/s (645 ft/phút)

Vũ khí trang bị
- 1 × súng máy 7,7 mm (.303 in)
- 300 kg (661 lb) bom